# Droit érythréen
Le droit érythréen est le droit appliqué en Érythrée depuis son indépendance de l'Éthiopie à la suite de la guerre d'indépendance de l'Érythrée qui a pris fin le 24 mai 1991.

## Sources du droit

### Constitution
L'article 2 de la Constitution, appelé « Suprématie de la Constitution », dispose que la Constitution est l'expression légale de la souveraineté populaire. Elle sert de base à la légitimité gouvernementale et est la base de la protection des droits, libertés et dignité des citoyens. Elle est la loi suprême du pays et la source de toutes les lois, ordonnances et actes.
En vertu de l’alinéa 3, toute loi, ordonnance ou acte contraire à la lettre ou à l'esprit de la Constitution est nulle.

### Traités et accords internationaux
Selon l’article 32(4) de la Constitution, les traités sont ratifiés par l’adoption d'une loi.

### Législation
L'article 32(1)(b) dispose que seul l'Assemblée nationale peut adopter des actes ayant force de loi.

## Organisation juridictionnelle
Selon l’article 49, la cour de dernier ressort est la Cour suprême. Elle est la seule juridiction capable d'interpréter la Constitution et déterminer la constitutionnalité des lois, de prendre connaissance des plaintes formées contre le Président à la suite d'une procédure d'empêchement, et de prendre connaissance des appels formés depuis les cours inférieures.